# تلف الدماغ
تلف الدماغ (Brain damage) أو «إصابة الدماغ» (BI) هو تدمير خلايا المخ أو تدهورها. تحدث إصابات الدماغ نتيجة لمجموعة كبيرة من العوامل الداخلية والخارجية. وهناك فئة تشترك مع أكبر عدد من حالات الإصابة وهي إصابة الدماغ الرضية (TBI) التي تتبع الصدمات الجسدية أو إصابة في الرأس من مصدر خارجي، ويتم استخدام مصطلح إصابات الدماغ المكتسبة (ABI) في الأوساط المناسبة، لتمييز إصابات الدماغ التي تحدث بعد الولادة، من الإصابة الناجمة عن اضطراب أو خلقي الداء.[بحاجة لمصدر]

## العلامات والأعراض
ينتج عن إصابات الدماغ في كثير من الأحيان ضعف أو إعاقة تتباين بشكل كبير في شدتها. في حالات إصابات الدماغ الخطيرة، يوجد احتمال كبير بحدوث إعاقة دائمة في بعض مناطق الجسم، بما في ذلك العجز العصبي، والوهم، (غالبًا ما يكون الوهم المتركز على موضوع واحد على وجه التحديد) أو مشاكل في الحركة والكلام، والتخلف العقلي. كما سينتج عنها أيضًا تغيرات في شخصية المريض. ينتج عن الحالات الأكثر شدة غيبوبة أو حالة انباتية مستديمة. حتى الحوادث الخفيفة يمكن أن يكون لها آثار على المدى الطويل أو أن تسبب أعراضًا تظهر بعد سنوات. [بحاجة لمصدر]فل
يعتبر التعب العقلي تجربة مضعفة شائعة وربما لا تكون مرتبطة من قبل المريض بالحادث (الطفيف) الأساسي. وتعد اضطرابات التغفيق والنوم خطًا تشخيصيًا شائعًا.
يمكن لإصابات الدماغ سواء الناجمة عن السكتة الدماغية، أو إدمان الكحول، أو إصابة الدماغ الرضية، أو نقص فيتامين B أن تؤدي في بعض الأحيان إلى ذهان كورساكوف، حيث يُصاب الفرد بهذيان الأراجيف. ينطوي هذيان الأراجيف على عدم القدرة على فصل ذاكرة مثل جميع أعراض إصابات الدماغ الأخرى، غالبًا ما يتم تشخيص ذهان كورساكوف خطأً، في هذه الحالة على أنه فصام.

## الأسباب
تحدث إصابات الدماغ نتيجة لمجموعة كبيرة جدا من الظروف، والأمراض، والإصابات، وكنتيجة للمنشأ العلاجي (الآثار السلبية للعلاج الطبي).[بحاجة لمصدر] تتضمن الأسباب المحتملة لتلف المخ (المنتشر) بشكل واسع فترات نقص التكاسج الطويلة (نقص الأكسجين)، والتسمم بسبب الماسخات (بما في ذلك الكحول)، والعدوى والمرض عصبي. يمكن أن يسبب العلاج الكيميائي تلفًا دماغًيا للخلايا الخلايا الجذعية والدبقية قليلة التغصن العصبية التي تنتج مادة المايلين. إن الأسباب الشائعة تلف الدماغ البؤري أو الموضعي هي صدمة (إصابة الدماغ الرضية، والسكتة الدماغية، وتمدد الأوعية الدموية، والجراحة، واضطرابات عصبية أخرى)، والمعادن الثقيلة التي تسبب التسمم بما في ذلك الزئبق ومركباته من الرصاص، أو التعرض لضربات على مؤخرة الجمجمة.

## المعالجة
قد تنخرط عدة مهن في الرعاية الطبية وإعادة التأهيل للشخص الذي يعاني من ضعف بعد إصابة الدماغ. يتخصص كل من أخصائيي الأعصاب، وجراحي الأعصاب، وأخصائيي العلاج الطبيعي وإعادة التأهيل، والأطباء في علاج إصابات الدماغ. أخصائيو علم النفس العصبي (وخاصة أخصائيو علم النفس العصبي السريري) هم علماء نفس متخصصون في فهم آثار إصابات الدماغ ويمكنهم المشاركة في تقييم مدى شدة الإصابة أو عمل إستراتجيات إعادة التأهيل. يمكن أن يشارك المعالجون المهنيون في إدارة برامج إعادة التأهيل للمساعدة في استعادة الوظائف المفقودة أو المساعدة في إعادة تعلم المهارات الأساسية. إن الممرضات المسجلات، مثل أولئك الذين يعملون في وحدات العناية المركزة بالمستشفى، قادرات على الحفاظ على صحة الحالات التي تعاني من إصابات خطيرة بالدماغ من خلال إدارة الأدوية ورصد الحالة العصبية، بما في ذلك استخدام مقياس غلاسكو كوما (Glasgow Coma Scale) الذي يستخدمه غيرهم من المهنيين الصحيين لتحديد مدى التوجه.
يلعب أخصائي العلاج الطبيعي أيضا دورًا هاما في إعادة التأهيل بعد إصابة الدماغ. في حالة وجود إصابات الدماغ الرضية (TBIs)، قد يشتمل العلاج الطبيعي خلال مرحلة ما بعد الحدة على ما يلي: التحفيز الحسي، القولبة التسلسلية والتجبير، واللياقة البدنية والتدريب الهوائي، والتدريب الوظيفي. يشير التحفيز الحسي إلى استعادة الإدراك الحسي عن طريق استخدام أشكال المساعدة. ليس هناك أي دليل يدعم فعالية هذا التدخل. وغالبا ما يتم استخدام القولبة التسلسلية والتجبير للحد من لين الأنسجة التقلصات وتوتر العضلات. يكشف البحث القائم على الأدلة أن القولبة التسلسلية يمكن استخدامها لزيادة نطاق الحركة السلبي (PROM) وتقليل التشنج. وقد أوردت الدراسات أيضا أن اللياقة البدنية والتدريب الهوائي سيزيد اللياقة البدنية للقلب والأوعية الدموية؛ ولكن لن يتم نقل هذه الفوائد إلى المستوى الوظيفي. كما يمكن استخدام التدريب الوظيفي لعلاج المرضى ذوي إصابات الدماغ الرضحية (TBIs). حتى الآن، لا توجد دراسات تدعم فعالية تدريب الجلوس والوقوف، وتدريب قدرة الذراع، وأنظمة دعم وزن الجسم (BWS). وعموما، تشير الدراسات إلى أن المرضى الذين يعانون من إصابات الدماغ الرضحية (TBIs) ممن يشاركون في برامج إعادة التأهيل المكثفة سيشهدون المزيد من الفوائد في المهارات الوظيفية. مطلوب مزيد من البحوث لفهم أفضل لفعالية العلاجات المذكورة أعلاه.
وتشمل العلاجات الأخرى لإصابات الدماغ الأدوية، والعلاج النفسي، وإعادة التأهيل العصبية، والبيئات المحكومة المتعددة الحواس، والجراحة، أو عمليات الزرع الجسدية مثل تحفيز الدماغ العميق.
في حالة حدوث تلف الدماغ نتيجة إصابة الدماغ الرضية، يمكن استخدام الديكساميثازون و/أو المانيتول.

## توقعات سير المرض
تعتمد توقعات سير المريض، أو التقدم المحتمل للاضطراب، على مكان تلف الدماغ، وطبيعته وسببه (انظر إصابات الدماغ الرضية).
بشكل عام، يمكن أن تحدث زراعة العصب في النظام العصبي الطرفي ولكن من الصعب والنادر جدا أن تساعد في النظام العصبي المركزي (الدماغ أو النخاع الشوكي). ومع ذلك، في التنمية العصبية في الإنسان، يمكن أن تتعلم مناطق الدماغ التعويض عن المناطق المتضررة الأخرى، ويمكن أن تزيد في الحجم والتعقيد، وحتى تغيير وظيفتها، تماما كالشخص الذي يفقد حاسة من الحواس ثم يكتسب زيادة في حدة حاسة أخرى - عملية تسمى المرونة العصبية (neuroplasticity).
إنها فكرة خاطئة شائعة مفادها أن إصابات الدماغ التي تحدث خلال مرحلة الطفولة دائما ما يكون لديها فرصة أفضل لشفاء ناجح من تلك التي تحدث في الكبر. ومع ذلك، قد يكون اكتشاف آثار الإصابة في مرحلة الطفولة[بحاجة لمصدر] أكثر صعوبة على المدى القصير. وذلك لأن مناطق (cerebral cortex) القشرية المختلفة تنضج في مراحل مختلفة، مع بعض الخلايا الرئيسية وكلياتهم المعرفية المقابلة المتبقية غير المكررة حتى مرحلة البلوغ في وقت مبكر. في حالة وجود طفل يعاني من إصابة في المخ الأمامي، على سبيل المثال، قد يكون تأثير الضرر غير قابل للكشف إلى أن يفشل ذلك الطفل في تطوير المهام التنفيذية العادية في أواخر سنوات المراهقة له أو لها وأوائل العشرينيات.